# Coppa del Mondo di slalom parallelo
La Coppa del Mondo di slalom  parallelo è un trofeo assegnato annualmente dalla Federazione Internazionale Sci (FIS), a partire dalla stagione 2000/2001, allo snowboarder ed alla snowboarder che ottiene il punteggio complessivo più alto nelle gare di slalom parallelo del circuito della Coppa del Mondo di snowboard.
Il punteggio ottenuto in questa disciplina, sommato a quello ottenuto nello slalom gigante parallelo, anch'esso assegnate di una Coppa del Mondo, andrà a definire la classifica della Coppa del Mondo di parallelo.

## Albo d'oro
| Stagione  | Uomini                 | Uomini        | Donne                      | Donne     |
| Stagione  | Vincitore              | Nazionale     | Vincitrice                 | Nazionale |
| --------- | ---------------------- | ------------- | -------------------------- | --------- |
| 2000/2001 | Mathieu Bozzetto       | Francia       | Carmen Ranigler            | Italia    |
| 2001/2002 | Mathieu Bozzetto (2)   | Francia       | Karine Ruby                | Francia   |
| 2002/2003 | non assegnata          | -             | non assegnata              | -         |
| 2003/2004 | non assegnata          | -             | non assegnata              | -         |
| 2004/2005 | non assegnata          | -             | non assegnata              | -         |
| 2005/2006 | non assegnata          | -             | non assegnata              | -         |
| 2006/2007 | non assegnata          | -             | non assegnata              | -         |
| 2007/2008 | non assegnata          | -             | non assegnata              | -         |
| 2008/2009 | non assegnata          | -             | non assegnata              | -         |
| 2009/2010 | non assegnata          | -             | non assegnata              | -         |
| 2010/2011 | non assegnata          | -             | non assegnata              | -         |
| 2011/2012 | non assegnata          | -             | non assegnata              | -         |
| 2012/2013 | Roland Fischnaller     | Italia        | Patrizia Kummer            | Svizzera  |
| 2013/2014 | Sylvain Dufour         | Francia       | Patrizia Kummer            | Svizzera  |
| 2014/2015 | Žan Košir              | Slovenia      | Julie Zogg                 | Svizzera  |
| 2015/2016 | Roland Fischnaller     | Italia        | Patrizia Kummer (3)        | Svizzera  |
| 2016/2017 | Aaron March            | Italia        | Daniela Ulbing             | Austria   |
| 2017/2018 | Roland Fischnaller (3) | Italia        | Ekaterina Tudegeševa       | Russia    |
| 2018/2019 | Stefan Baumeister      | Germania      | Julie Zogg                 | Svizzera  |
| 2019/2020 | Andreas Prommegger     | Austria       | Julie Zogg                 | Svizzera  |
| 2020/2021 | Aaron March (2)        | Italia        | Julie Zogg                 | Svizzera  |
| 2021/2022 | Andreas Prommegger (2) | Austria       | Julie Zogg                 | Svizzera  |
| 2022/2023 | Fabian Obmann          | Austria       | Julie Zogg (6)             | Svizzera  |
| 2023/2024 | Lee Sang-ho            | Corea del Sud | Ramona Theresia Hofmeister | Germania  |
| 2024/2025 | Arvid Auner            | Austria       | Tsubaki Miki               | Giappone  |